# Brodingberg
Brodingberg ist eine Ortschaft mit 374 Einwohnern (Stand 1. Jänner 2025) und eine ehemalige Gemeinde mit 1270 Einwohnern (Stand 31. Oktober 2013) in der Steiermark im Bezirk Graz-Umgebung. Im Rahmen der Gemeindestrukturreform in der Steiermark wurde sie am 1. Jänner 2015 mit den Gemeinden Eggersdorf bei Graz, Hart-Purgstall und Höf-Präbach zusammengeschlossen, die neue Gemeinde führt den Namen Eggersdorf bei Graz weiter. Grundlage dafür ist das Steiermärkische Gemeindestrukturreformgesetz – StGsrG. Eine Beschwerde, die von der Gemeinde gegen die Zusammenlegung beim Verfassungsgerichtshof eingebracht wurde, war nicht erfolgreich.

## Geografie

### Geografische Lage
Brodingberg lag ca. 15 km östlich der Landeshauptstadt Graz am Rabnitzbach, einem Nebenfluss der Raab.

### Ehemalige Gemeindegliederung
Das Gemeindegebiet umfasste folgende drei Ortschaften (in Klammern Einwohnerzahl Stand 1. Jänner 2025):
- Brodersdorf (526)
- Brodingberg (374)
- Haselbach (390)

Die Gemeinde bestand aus den Katastralgemeinden Affenberg, Brodersdorf und Haselbach.

### Ehemalige Nachbargemeinden
| Kumberg             | Mitterdorf an der Raab                      | Sankt Ruprecht an der Raab |
| Hart-Purgstall      | Kompassrose, die auf Nachbargemeinden zeigt | Ludersdorf-Wilfersdorf     |
| Eggersdorf bei Graz | Eggersdorf bei Graz                         | Ludersdorf-Wilfersdorf     |

## Geschichte
Im Jahr 1190 wurde das Dorf „Brodersdorf“ als „Prodistorf“ erstmals urkundlich erwähnt. Die Ortsgemeinde als autonome Körperschaft entstand 1850. Nach der Annexion Österreichs 1938 kam die Gemeinde zum Reichsgau Steiermark, 1945 bis 1955 war sie Teil der britischen Besatzungszone in Österreich. Am 1. Jänner 2015 wurde die Gemeinde nach Eggersdorf bei Graz eingemeindet.

## Politik
Bürgermeisterin war zuletzt die Hauptschullehrerin Burgi Schneider (ÖVP). Der Gemeinderat setzte sich nach den Wahlen von 2010 wie folgt zusammen:
- 13 ÖVP
- 2 Wir für Brodingberg

### Wappen der ehemaligen Gemeinde
Wappenbeschreibung: Im blauen Schild, bestreut mit je drei zusammenstehenden gestielten goldenen Haselnüssen, ein aufbäumender goldener Hengst.
Die Verleihung des Gemeindewappens erfolgte mit Wirkung vom 1. Juni 1990.

## Wirtschaft und Infrastruktur

### Verkehr
Brodingberg lag an der Gleisdorfer Straße (B 65) zwischen Graz und Gleisdorf -- 7 km von Gleisdorf und 16 km von Graz entfernt. In Gemeindenähe befindet sich die Süd Autobahn (A2). Die nächstgelegene Anschlussstelle ist Gleisdorf-West (161) in 5 km Entfernung.
Ein Bahnhof befand sich nicht im Ort. Der nächstgelegene Bahnhof befindet sich in Gleisdorf in 7 km Entfernung. In Gleisdorf besteht Zugang zur Steirischen Ostbahn und zur Lokalbahn Gleisdorf-Weiz.
Der Flughafen Graz befindet sich in 30 km Entfernung.

### Bildung
Der Schulsprengel war Eggersdorf (Volks, Haupt- und Polytechnische Schule).

### Religionen
Die Gemeinde gehörte zur Pfarre Eggersdorf.